# Frank Robbins
Frank Robbins (Boston, 9 settembre 1917 – San Miguel de Allende, 28 novembre 1994) è stato un fumettista statunitense.
Scrittore e disegnatore, nonché pittore di successo le cui opere sono state esposte in musei come il Whitney Museum of American Art, in cui uno dei suoi dipinti partecipò alla mostra annuale di pittura americana del museo nel 1955.
È noto soprattutto per la sua opera di fumettista su Batman, gli Invasori, Johnny Hazard e Superboy.